# Raymond E. Johns Jr.

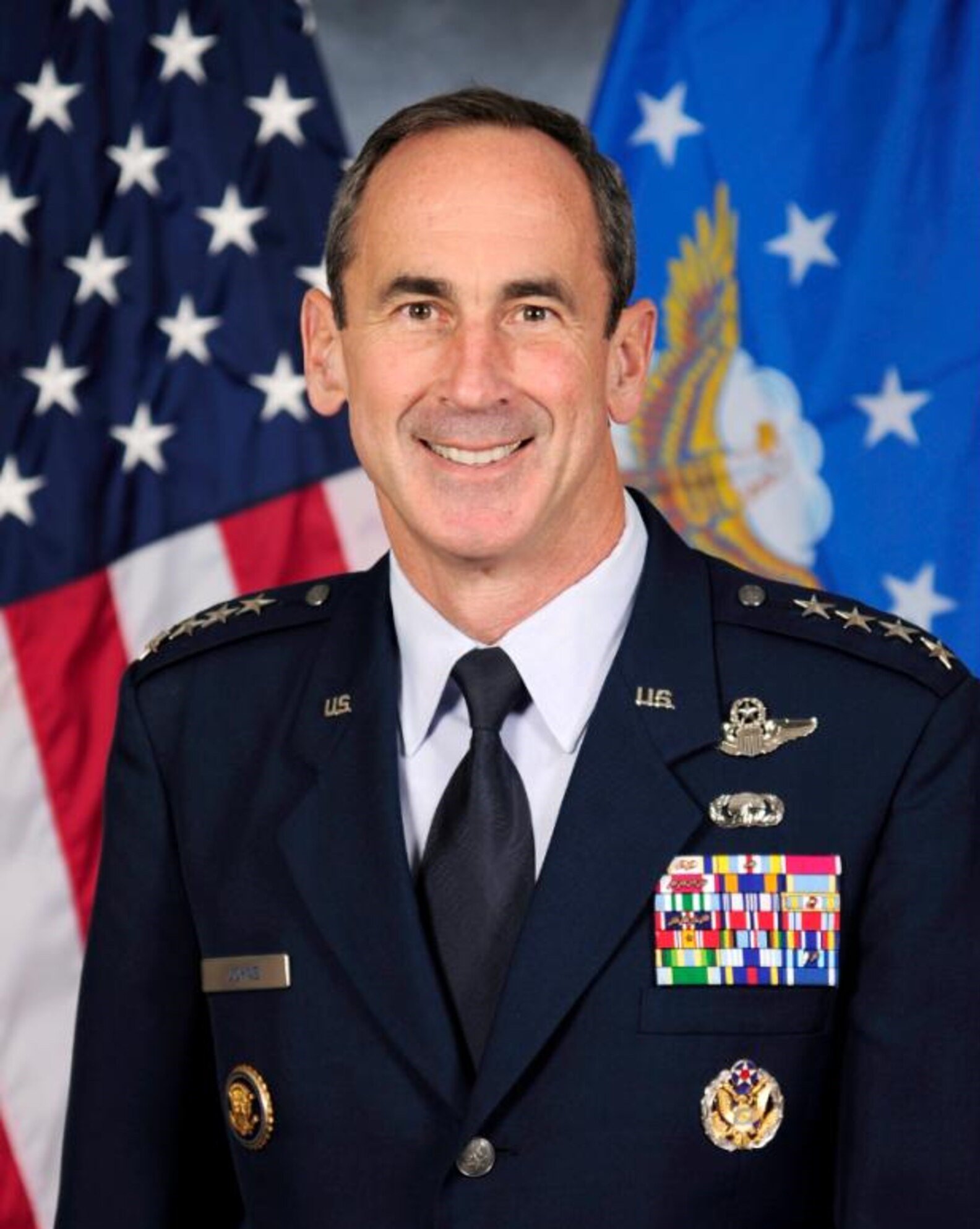
Raymond E. Johns Jr. (2009)

Raymond Edward Johns Jr. (* 7. Dezember 1954 in New Jersey) ist ein pensionierter General der United States Air Force. Er war unter anderem Kommandeur des Air Mobility Command.

## Leben
Im Jahr 1977 absolvierte Raymond Johns die United States Air Force Academy in Colorado Springs. Nach seiner Graduation wurde er als Leutnant in das Offizierskorps der Air Force aufgenommen. In der Folge durchlief er alle Offiziersgrade vom Leutnant bis zum Vier-Sterne-General.
Im Lauf seiner militärischen Karriere absolvierte er verschiedene Kurse und Schulungen. Dazu gehörten unter anderem eine Ausbildung zum Kampfpiloten und weitere Fortbildungskurse als Pilot neuer Flugzeugtypen; die Squadron Officer School auf der Maxwell Air Force Base in Alabama; das Air Command and Staff College (über einen Fernkurs); die U.S. Air Force Test Pilot School auf der Edwards Air Force Base in Kalifornien; den Program Management Course beim Defense Systems Management College und das Industrial College of the Armed Forces in Fort Lesley J. McNair in Washington, D.C. Außerdem erhielt er akademische Grade von der Central Michigan University, der Syracuse University und der Harvard Kennedy School.
In seinen frühen Jahren als Offizier der Luftwaffe war er an verschiedenen Stützpunkten in den Vereinigten Staaten stationiert. Dabei war er als Pilot, Flugausbilder oder Stabsoffizier bei unterschiedlichen Einheiten tätig. Dazwischen absolvierte er die erwähnten Schulungen. Zwischen Juli 1993 und Juli 1995 war er als Oberst in unterschiedlichen Funktionen Stabsoffizier beim United States European Command in Stuttgart. Während dieser Zeit war er von November 1994 bis Januar 1995 amerikanischer Vertreter bei einer Friedensmission der Vereinten Nationen für Liberia.
Im Juli 1995 wurde Johns auf die Scott Air Force Base in Illinois versetzt, wo er bis Juni 1996 als Senior Director dem Stab des Tanker Airlift Control Center angehörte. Danach erhielt er auf der Travis Air Force Base in Kalifornien das Kommando über die 60. Operations-Gruppe (60th Operations Group), das er bis August 1998 innehatte. Während dieser Zeit war er von Oktober 1996 bis Januar 1997 Leiter der mobilen Streitkräfte (Director of Mobility Forces) für den Einsatz in Bosnien im Rahmen der Operation Joint Endeavor.
Zwischen August 1998 und Juli 2000 kommandierte Raymond John auf der McChord Air Force Base im Bundesstaat Washington das 62. Transportgeschwader (62nd Airlift Wing). Daran schloss sich eine Versetzung zum Camp H. M. Smith in Hawaii an. Dort wurde er Leiter der Stabsabteilung für strategische Planungen beim United States Pacific Command. Dieses Amt übte er zwischen Juli 2000 und August 2002 aus.
Anschließend war er bis November 2009 in unterschiedlichen Funktionen Stabsoffizier im Hauptquartier der Air Force. Im Oktober 2006 übernahm er die Leitung der dortigen Stabsabteilung für strategische Planungen und Programme (Deputy Chief of Staff for Strategic Plans and Programs). Diese Position hatte er bis zum November 2009 inne.
Daran schloss sich eine Rückkehr zur Scott AFB in Illinois an. Dort übernahm Raymond Johns am 20. November 2009 als Nachfolger von Arthur Lichte das Kommando über das Air Mobility Command. Diese Stelle hatte er bis zum 30. November 2012 inne, als Paul J. Selva seine Nachfolge antrat. Zum 1. Januar 2013 schied er aus dem aktiven Militärdienst aus.
Während seiner aktiven Zeit als Militärpilot absolvierte er über 5000 Flugstunden auf verschiedenen Flugzeugtypen.
Nach seiner Pensionierung wurde er Vorstandsmitglied der Firma FlightSafety International. Er ist auch für die Firma Boom tätig und gehört der Civil Air Patrol von Hawaii an.

## Daten der Beförderungen
| Abzeichen | Rang               | Jahr              |
| --------- | ------------------ | ----------------- |
|           | Second Lieutenant  | 1. Juni 1977      |
|           | First Lieutenant   | 1. Juni 1979      |
|           | Captain            | 1. Juni 1981      |
|           | Major              | 1. Mai 1986       |
|           | Lieutenant Colonel | 1. April 1990     |
|           | Colonel            | 1. Februar 1994   |
|           | Brigadier General  | 21. März 2001     |
|           | Major General      | 1. August 2004    |
|           | Lieutenant General | 10. Oktober 2006  |
|           | General            | 20. November 2009 |

## Orden und Auszeichnungen
Raymond Johns erhielt im Lauf seiner militärischen Laufbahn unter anderem folgende Auszeichnungen:
- Air Force Distinguished Service Medal
- Defense Superior Service Medal
- Legion of Merit
- Meritorious Service Medal
- Air Medal
- Aerial Achievement Medal
- Air Force Commendation Medal
- Air Force Achievement Medal
- Joint Meritorious Unit Award
- Air Force Outstanding Unit Award
- Air Force Organizational Excellence Award
- Combat Readiness Medal
- National Defense Service Medal
- Armed Forces Expeditionary Medal
- Global War on Terrorism Service Medal
- Armed Forces Service Medal
- Air Force Longevity Service Award
- NATO-Medaille

Außerdem erhielt er noch einige Ordensbänder (Ribbons). 